# Atalanta BC
Atalanta Bergamasca Calcio je talijanski nogometni klub iz Bergama koji se natječe u Seriji A. 
Atalanta je osnovana 1907. te svoje domaće utakmice igra na stadionu Gewiss Stadium. Najveći uspjeh kluba je osvajanje UEFA Europske lige 2023./24. Atalantu zovu i Regina delle provinciali ("kraljica provincijskih klubova") jer je najuspješniji klub iz ne-metropolitanskog grada. Najveći rival Atalante je susjedna Brescia, a također je izraženo i rivalstvo s navijačima Verone, Genoe, Fiorentine, Rome, Lazija, Napolija, Milana, Intera i Torina. 

## Trofeji
- Talijanski kup
  - Osvajač (1): 1962./63.
  - Finalist (5): 1986./87., 1995./96., 2018./19., 2020./21., 2023./24.

- Serie B
  - Prvak (6): 1927./28., 1939./40., 1958./59., 1983./84., 2005./06., 2010./11.
  - Doprvak (4): 1936./37., 1970./71., 1976./77., 1999./00.

- Serie C1
  - Prvak (1): 1981./82.

- UEFA Europska liga
  - Osvajač (1): 2023./24. (finale)

- UEFA Superkup
  - Finalist (1): 2024.

## Poznati igrači
- Cristian Zenoni (1994. – 2001.)
- Damiano Zenoni (1994. – 2004.)
- Filippo Inzaghi  (1996. – 1997.)
- Cristiano Doni (1998. – 2003., 2006. – 2011.)
- Massimo Donati (1999. – 2001.)
- Nicola Ventola (2000. – 2001., 2005. – 2007.)
- Riccardo Montolivo (2003. – 2005.)
- Glenn Strömberg (1984. – 1992.)
- Evair (1988. – 1991.)
- Claudio Caniggia (1989. – 1992., 1999. – 2000.)
- Zoran Mirković (1996. – 1998.)
- Ousmane Dabo (2001. – 2003.)

## Vanjske poveznice
|  | Zajednički poslužitelj ima još gradiva o temi Atalanta BC |

- Službena stranica